# Bas-Saint-Laurent
Bas-Saint-Laurent ist eine Verwaltungsregion (französisch région administrative) im Osten der kanadischen Provinz Québec.
Sie ist weiter in acht regionale Grafschaftsgemeinden (französisch municipalités régionales de comté) sowie 130 Gemeinden, Reservate und gemeindefreie Gebiete unterteilt. Sitz der Verwaltung ist Rimouski.
Die Einwohnerzahl beträgt 197.385 (Stand: 2016).
2011 betrug die Einwohnerzahl 200.462, die Landfläche 22.184,9 km², was einer Bevölkerungsdichte von 9,0 Einwohnern je km² entsprach. 99,8 % der Einwohner sprachen Französisch und 0,1 % Englisch als Hauptsprache.
Im Norden grenzt Bas-Saint-Laurent an den Sankt-Lorenz-Golf, im Westen an die Region Capitale-Nationale, im Südwesten an Chaudière-Appalaches, im Süden an den US-Bundesstaat Maine und die Provinz New Brunswick, im Osten an die Region Gaspésie–Îles-de-la-Madeleine.

## Gliederung
Regionale Grafschaftsgemeinden (MRC):
- Kamouraska
- La Matanie
- La Matapédia
- La Mitis
- Les Basques
- Rimouski-Neigette
- Rivière-du-Loup
- Témiscouata

Reservate außerhalb einer MRC:
- Cacouna
- Whitworth